# Dictyopharoides sulcirostris
Dictyopharoides sulcirostris är en insektsart som först beskrevs av Berg 1879.  Dictyopharoides sulcirostris ingår i släktet Dictyopharoides och familjen Dictyopharidae. Inga underarter finns listade i Catalogue of Life.